# Алија Коњхоџић
Алија Коњхоџић (Љубушки, 4. фебруар 1899 — Торонто, 2. новембар 1984) био је правник, новинар и припадник Југословенске војске у отаџбини.

## Биографија
Рођен је 4. фебруара 1899. године у Љубушком у Херцеговини од оца Сулејмана и мајке Умије (рођ. Махић) која је преминула још док је Алија био млад. Имао је брата Салиха и сестре Ајишу и Фатиму. У младости је био младобосанац. Школовање је завршио у Сарајеву.
Током Другог светског рата је био четнички илегалац у Београду и један од вођа Муслиманске националне војне организације. Био је секретар Муслиманског четничког акционог комитета који је основан почетком 1942. године у Сарајеву. Учествовао је у нападу два батаљона муслимана-четника на усташку тврђаву Бјелемиће (срез Коњиц), 18. и 19. јануара 1943. године. У пролеће 1943. године у саставу Невесињске бригаде налазио се муслимански батаљон којим је командовао Коњхоџић.
Прогнан је 16. јула 1943. године из Београда и послат на присилан рад у Немачку. Емигрирао је у Торонто 16. августа 1952. године где је уређивао лист Срба муслиманске вере „Братство” који је излазио од априла 1954. до децембра 1974. године. Уредио је и Споменицу листа, која је објављена у Торонту 1974. године.
Преминуо је у Торонту 2. новембра 1984. године. Сахрањен је на торонтском гробљу Јорк.

## Приватни живот
Био је ожењен Словенком Леополдином (1891–1990). По неким изворима, имао је ћерку Веру која је била доктор медицине (хирург).